# Wajdi Bouallègue
Wajdi Bouallègue (arabe : وجدي بوعلاق), né le 9 février 1982 à Tunis, est un gymnaste tunisien.

## Biographie
Fils d'un ancien champion de gymnastique, Bouallègue remporte cinq médailles d'or aux championnats d'Afrique de gymnastique artistique et cinq médailles lors des différentes étapes de la coupe du monde de gymnastique artistique (Belgique, Russie, Allemagne et Royaume-Uni), avant de terminer sixième parmi les quatorze finalistes à la super coupe du monde[Quoi ?] organisée au Brésil, une première dans l'histoire de la gymnastique tunisienne[réf. nécessaire]. Au total, il obtient 21 médailles d'or africaines, un record jamais égalé par un autre gymnaste du continent[réf. nécessaire] ; il remporte aussi des médailles historiques aux Jeux méditerranéens 2005 — une médaille d'or à la table de saut et une en argent au sol — avant de remporter le bronze aux Jeux méditerranéens 2009, devenant ainsi le meilleur gymnaste africain et arabe de tous les temps[réf. nécessaire].
Il est élu meilleur sportif tunisien de l'année 2006, au terme d'un vote effectué auprès de 143 journalistes sportifs tunisiens. Il obtient 608 points devant le nageur Oussama Mellouli (283 points) et la judoka Houda Miled (197 points).
Il participe aussi, une première pour la gymnastique tunisienne[réf. nécessaire], aux Jeux olympiques d'été de 2004 où il rate de peu une finale olympique au sol.

## Palmarès

### Championnats d'Afrique
- Tunis 2000
  -  Médaille d'or au concours général individuel
  -  Médaille d'or au sol
  -  Médaille d'or au saut de cheval
  -  Médaille d'argent à la barre fixe
  -  Médaille de bronze au cheval d'arçons
- Alger 2002
  -  Médaille d'or au sol
  -  Médaille d'or au saut de cheval
  -  Médaille d'argent au concours général individuel
- Thiès 2004
  -  Médaille d'or au concours général individuel
  -  Médaille d'or au sol
  -  Médaille d'or au cheval d'arçons
  -  Médaille d'or au saut de cheval
  -  Médaille d'or aux barres parallèles
- Le Cap 2006
  -  Médaille d'or au concours général individuel
  -  Médaille d'or au sol
  -  Médaille d'or au saut de cheval
  -  Médaille d'or aux barres parallèles
  -  Médaille d'or aux anneaux
  -  Médaille de bronze au concours général par équipes
  -  Médaille de bronze au cheval d'arçons
- Le Caire 2009
  -  Médaille d'or au concours général individuel
  -  Médaille d'or au sol
  -  Médaille d'or aux barres parallèles
  -  Médaille de bronze au saut de cheval
- Walvis Bay 2010
  -  Médaille d'or au sol
  -  Médaille de bronze aux anneaux
- Pretoria 2014
  -  Médaille de bronze au saut de cheval

### Jeux africains
- Alger 2007
  -  Médaille d'or au concours général individuel
  -  Médaille d'or aux barres parallèles
  -  Médaille d'or au sol
  -  Médaille d'argent au saut de cheval
- Abuja 2003
  -  Médaille d'argent au saut de cheval
  -  Médaille d'argent au cheval d'arçons
  -  Médaille d'argent au sol
  -  Médaille de bronze à la barre fixe

### Jeux panarabes
- Doha 2011
  -  Médaille d'or au sol
  -  Médaille d'argent aux anneaux

### Jeux méditerranéens
- Almería 2005
  -  Médaille d'or au saut de cheval
  -  Médaille d'argent au sol
- Pescara 2009
  -  Médaille de bronze au saut de cheval
- Mersin 2013
  -  Médaille de bronze au sol
  -  Médaille de bronze au saut de cheval